# Salamsari (Boja)
Salamsari is een bestuurslaag in het regentschap Kendal van de provincie Midden-Java, Indonesië. Salamsari telt 2210 inwoners (volkstelling 2010).